# Cannaphila mortoni
Cannaphila mortoni is een libellensoort uit de familie van de korenbouten (Libellulidae), onderorde echte libellen (Anisoptera).
De soort staat op de Rode Lijst van de IUCN als onzeker, beoordelingsjaar 2007.
De wetenschappelijke naam Cannaphila mortoni is voor het eerst geldig gepubliceerd in 1992 door Donnelly.